# 조롱박벌

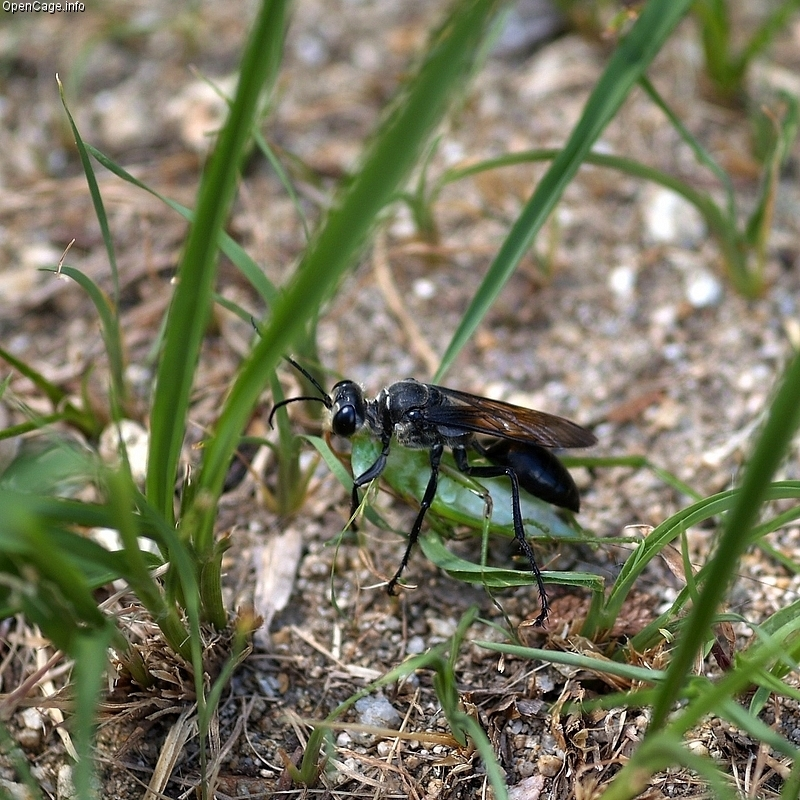

조롱박벌은 벌목 구멍벌과의 한 종류이다. 실베짱이를 마취시켜서 애벌레의 먹이로 삼는다.